# Ahmed Jdey
Ahmed Jdey (arabe : أحمد جدي), né le 10 juin 1951 à Haïdra (gouvernorat de Kasserine) et mort le 20 juillet 2012 à Tunis, est un historien, anthropologue et universitaire tunisien.

## Biographie
Après des études primaires suivies à Haïdra et secondaires suivies aux lycées de Kasserine et Kairouan, il obtient un baccalauréat ès lettres modernes en juin 1972 au lycée Mansoura de Kairouan. Orienté vers la section d'histoire à l'université de Tunis, il y obtient une maîtrise ès lettres en histoire moderne et contemporaine en juin 1977. Il poursuit ses études et recherches doctorales à l'université de Nice jusqu'à l'obtention d'un doctorat d'État ès lettres en histoire moderne et contemporaine le 30 mars 1987 ; sa thèse est publiée par l'Atelier national de reproduction des thèses de Lille en 1988, sous le titre La Pensée sociale, politique et culturelle de Ben Dhiaf puis par la Fondation Temimi pour la recherche scientifique et l'information en 1996, sous le titre Ahmed Ibn Abi Dhiaf : son œuvre et sa pensée. Essai d'histoire culturelle. Celle-ci fait référence à l'historien et ministre du XIXe siècle, Ibn Abi Dhiaf.
Professeur d'histoire-géographie dans les lycées secondaires de Tunisie, de 1977 à 1991, il intègre l'université en septembre 1991 et y enseigne l'histoire moderne et contemporaine, en tant que professeur d'université et directeur de recherche. Il passe tout d'abord à la faculté des lettres et des sciences humaines de Sfax (septembre 1991 à novembre 1998) puis à celle des lettres et des sciences humaines de Sousse (novembre 1998 à juillet 2010). En septembre 2010, il devient chercheur permanent à l'Institut supérieur d'histoire du mouvement national dépendant de l'université de La Manouba. Il est aussi membre des commissions de l'habilitation à diriger des recherches HDR et du doctorat en histoire à la faculté des sciences humaines et sociales de Tunis et la faculté des lettres et sciences humaines de Sousse.
Il publie deux ouvrages en français et neuf ouvrages en arabe portant surtout sur la Tunisie et le monde arabo-musulman à l'époque moderne et contemporaine. Il a par ailleurs publié une centaine d'articles et d'études dans des revues spécialisées en arabe et en français, en Tunisie (IBLA, Les Cahiers de Tunisie, Al Ithaf, Mawarid, Bulletin pédagogique de l'enseignement secondaire, Al-Hayat Ath-Thaqafiya, Revue d'histoire maghrébine, Revue arabe d'archives, de documentation et d'information, Arab Historical Review for Ottoman Studies, Rawafid et Le Maghreb uni), en France (Horizons maghrébins, Maghreb-Machrek et Mésogeios), en Turquie, au Liban (Al Mustaqbal Al Arabi), au Maroc (Al Wihda), aux Pays-Bas et aux États-Unis (Boundary 2). En 2012, il est sollicité par la revue parisienne Eurorient pour diriger un numéro spécial sur la Tunisie ; le thème retenu s'intitule La Tunisie du XXIe siècle : quels pouvoirs pour quels modèles de société ?. De même, il contribue au numéro spécial de la revue Boundary 2 de l'université Duke consacré à la Tunisie (vol. 39, no 1, printemps 2012).

## Publications

### Livres
- Ahmed ibn Abi Dhiaf, son œuvre et sa pensée : essai d'histoire culturelle  (présenté à l'origine comme thèse de doctorat à l'université de Nice en 1987), Zaghouan, Fondation Temimi pour la recherche scientifique et l'information, 1996, 542 p. (ISBN 978-9973719614, OCLC 35993134).
- (ar) Qabīlat al-Farāshīsh fi al-qarn al-tāsiʻ ʻashar [« La tribu des Fraichiches au XIXe siècle »], Zaghouan, Fondation Temimi pour la recherche scientifique et l'information, 1996 (ISBN 9973719565, OCLC 45016361).
- (ar) Douleurs de la montagne rêveuse, Tunis, Sahar, 1996.
- (ar) Documents inédits sur la tribu de Majeur au XIXe siècle, Zaghouan, Fondation Temimi pour la recherche scientifique et l'information, 1998 (ISBN 978-9973719751, OCLC 41523257).
- (ar) Mémoire de l'oubli, Tunis, Sahar, 1999.
- (ar) Les villages du Centre Ouest tunisien au XIXe siècle, Zaghouan, Fondation Temimi pour la recherche scientifique et l'information, 2000 (ISBN 9973719948).
- (ar) Documents familiaux, histoire et mémoire : Sfax au XVIIIe siècle, Zaghouan, Fondation Temimi pour la recherche scientifique et l'information, 2003.
- (ar) Lectures de la pensée arabe, Beyrouth, Centre d'études de l'unité arabe, 2003.
- (ar + fr) L'histoire moderne et contemporaine de la Tunisie : initiation bibliographique, Tunis, Centre de publication universitaire, 2004.
- (ar) L'épreuve de la Nahda et le mystère de l'histoire dans la pensée arabe moderne et contemporaine, Beyrouth, Centre d'études de l'unité arabe, 2005.
- La Tunisie moderne et contemporaine au miroir de l'Université française : répertoire des thèses en sciences sociales et humaines (1893-2010), Tunis, Institut supérieur d'histoire du mouvement national, 2011, 245 p. (OCLC 827849616).
- La Tunisie du XXIe siècle : quels pouvoirs pour quels modèles de société ?, Paris, Éditions L'Harmattan, coll. « Eurorient » (no 38), 2012 (OCLC 855877682).

### Articles
- (ar) « Statut et fonction de la langue arabe dans une sous-société sous-développée : le cas de la Tunisie coloniale et post-coloniale », Bulletin pédagogique de l'enseignement secondaire, no 12, 1984, p. 111-118
- « L'histoire du mouvement national tunisien : problématique générale et éléments de recherche », Horizons maghrébins, no 6, 1986, p. 104-113
- (ar) « Ahmed Ibn Abi Dhiaf dans la bibliographie contemporaine », Al Ithaf, no 4/5, 1987, p. 2-12
- (ar) « La problématique économique dans la pensée tunisienne moderne à travers Ibn Abi Dhiaf et Kheireddine », Revue d'histoire maghrébine, no 55/56, 1989, p. 80-85
- (ar) « Problématique de la Nahda dans la pensée arabe contemporaine : le cas de Omar Fakhouri », Al Mustaqbal Al Arabi, no 150, 1991, p. 49-70
- « Le Maghreb contemporain dans l'historiographie américaine : essai de présentation et d'analyse », Les Cahiers de Tunisie, no 157/158, 1991, pp. 313–325
- (ar) « La pensée arabe et la question du futur : introduction problématique et méthodologique », Al Wihda, no 81, 1991, p. 92-101
- (ar) « Le régime de la propriété terrienne dans la Palestine à l'époque ottomane », Arab Historical Review for Ottoman Studies, no 5-6, 1992, p. 95-112
- (ar) « Société et pouvoir dans la Tunisie du XIXe siècle », Revue d'histoire maghrébine, no 71-72, 1993, p. 357-424
- « Questions tunisiennes et presse francophone à la veille de 1950. Présentation de deux hebdomadaires tunisiens : La Nation tunisienne et L'Action nationale », La Tunisie de 1950-1951. Actes du VIe colloque sur l'histoire du mouvement national, éd. Institut supérieur d'histoire du mouvement national, Tunis, 1993, p. 47-63
- (ar) « Nouvelles sources sur l'histoire moderne et contemporaine du cap Bon : les registres des notaires de Menzel Temime », Rawafid, no 1, 1995, p. 70-87
- (ar) « Le commerce des textiles à base de laine dans les campagnes du cap Bon en 1891 : le cas d'un commerçant nabeulien », Revue d'histoire maghrébine, no 79-80, 1995, p. 393-412
- (ar) « La Révolution française dans la pensée arabe moderne », Arab Historical Review of Ottoman Studies, no 11-12, 1995, p. 221-241
- « Histoire orale et violence dans le nationalisme tunisien. Témoignages de paysans et de militants du Cap Bon, 1949-1955 », Actes du VIIe colloque international sur la résistance armée en Tunisie aux XIXe et XXe siècles, éd. Institut supérieur d'histoire du mouvement national, Tunis, 1995, p. 121-137
- « Le monde arabo-musulman dans les programmes d'enseignement et de recherche de l'EHESS de Paris », Méthodologie occidentale en sciences humaines et sociales sur les pays arabes et la Turquie, éd. FTERSI, Tunis, 1996, p. 81-92
- (ar) « Document inédit sur le patrimoine du caïd de la tribu Drid : Hmida Ben Ali Ben Azzouz Errezgui » avec Mohamed Lazhar Kesraoui, Revue d'histoire maghrébine, no 85/86, 1997, p. 305-318
- (ar) « Menzel Temime et ses campagnes au XIXe siècle », Revue d'histoire maghrébine, no 87/88, 1997, pp. 425–442
- « Passés recomposés et champs de l'histoire », Mawarid, no 3, 1998, p. 113-117
- « Modernité et Occident dans la Tunisie du XIXe siècle », Eurorient, no 2, 1998, p. 48-64
- (ar) « L'histoire et les historiens à La Mecque du IXe au XIXe siècle », Mawarid, no 4, 1999, p. 73-78
- « La mer dans la littérature tunisienne contemporaine à travers l'œuvre d'Ali Douaji », Mésogeios, no 8, 2000, pp. 99–108
- (ar) « Abderrahmen Al Jabarti entre l'autorité du fiqh et celle de l'histoire », Al Ithaf, no 119, 2001, p. 5-22
- (ar) « Les notables de l'argent et de la plume à Sfax au XVIIIe siècle », Revue d'histoire maghrébine, no 107/108, 2002, p. 422-423
- « Archives familiales et histoire : le fonds archivistique de la délégation du patrimoine de Sfax », Revue arabe d'archives, de documentation et d'information, no 11/12, 2002
- (ar) « La problématique de l'eau dans la société sfaxienne du XIXe siècle », Revue d'histoire maghrébine, no 109/110, 2003, p. 75-94
- « La vente de la terre à Sfax (Tunisie) vers les années 1930-1932 : un document inédit », Revue d'histoire maghrébine, no 109, 2003, p. 177-180
- (ar) « La recherche en histoire moderne et contemporaine dans les universités tunisiennes de Sfax et Sousse », Rawafid, no 13, 2008, p. 57-67
- « Pour un espace démocratique à l'université tunisienne : éléments d'analyse et de réflexion », Le rôle des sociétés civiles dans le nouvel ordre maghrébin, éd. FTERSI, Tunis, 2009, pp. 71–81
- (ar) « L'université tunisienne entre les exigences de la construction et les enjeux de la mondialisation », Le Maghreb uni, no 3, 2009
- « L'enseignement de l'histoire à l'université tunisienne et le virtuel : enjeux et perspectives », SAPEV, éd. Université de Kairouan, 2009
- « La ville marocaine dans les sources tunisiennes des XVIIIe et XIXe siècles : mythes et réalités », Poétique de la ville marocaine, série d'actes de colloques no 23, éd. Faculté des lettres et sciences humaines de Meknès, Meknès, 2009
- « Enseignement et méthodologie de recherche en histoire orientale à l'université tunisienne : bilan et perspectives », Revue d'histoire maghrébine, no 138, 2010, p. 75-97
- « Présentation de la thèse de Silvia Marsans Sakly », Revue d'histoire maghrébine, no 139, 2010, p. 173-176
- (ar) « L'État ottoman et le monde tribal : éléments de réflexions », Arab Historical Review of Ottoman Studies, no 41-42, 2010, p. 105-114
- « La Tunisie moderne et contemporaine au miroir de l'université américaine. État et perspectives », Rawafid, no 15, 2010
- (ar) « Entre histoire et littérature : lecture du livre de Mustapha Filali », Rawafid, no 15, 2010
- (ar) « Présentation du livre De la libération sociale et nationale. Chapitres de l'histoire contemporaine de la Tunisie », Rawafid, no 15, 2010
- (ar) « Présentation du témoignage de Mustapha Filali sur la constituante tunisienne », Rawafid, no 15, 2010
- (en) « Ahmed Ibn Abi Dhiaf », Dictionary of African Biography, éd. Oxford University Press, Oxford, 2011
- (en) « Mohamed Bayram Al Khamis », Dictionary of African Biography, éd. Oxford University Press, Oxford, 2011
- (en) « Mohamed An Baji Al Massoudi », Dictionary of African Biography, éd. Oxford University Press, Oxford, 2011
- (en) « Mahmoud Kabadou », Dictionary of African Biography, éd. Oxford University Press, Oxford, 2011
- (en) « Mohamed Ben Othman Snoussi », Dictionary of African Biography, éd. Oxford University Press, Oxford, 2011
- (en) « Mhammed Ali Al Hammi », Dictionary of African Biography, éd. Oxford University Press, Oxford, 2011
- (en) « Tahar Al Haddad », Dictionary of African Biography, éd. Oxford University Press, Oxford, 2011
- (en) « Farhat Hached », Dictionary of African Biography, éd. Oxford University Press, Oxford, 2011
- (en) « A History of Tunisia, January 14,2012: The End of A Dictator and The Beginning of Democratic Construction », boundary 2, vol. 39, no 1, 2012, p. 69-86
- (en) « The Contemporary Arab and Muslim World between Liberation and Democracy: The case of Tunisia », conférence Europe and the Arab Spring: A Mediterranean Dialogue, Université de Pittsburgh, 20 avril 2012
- « Échos de l'Égypte et du réformisme égyptien dans la Tunisie du XIXe siècle », Eurorient, no 37, 2012, p. 35-48
- « Pour une histoire de la Tunisie du 14 janvier 2011 : la fin d'un dictateur et l'amorce de la construction démocratique », Eurorient, no 38, 2012, p. 97-115